# Séries de divisions de la Ligue américaine de baseball 2014

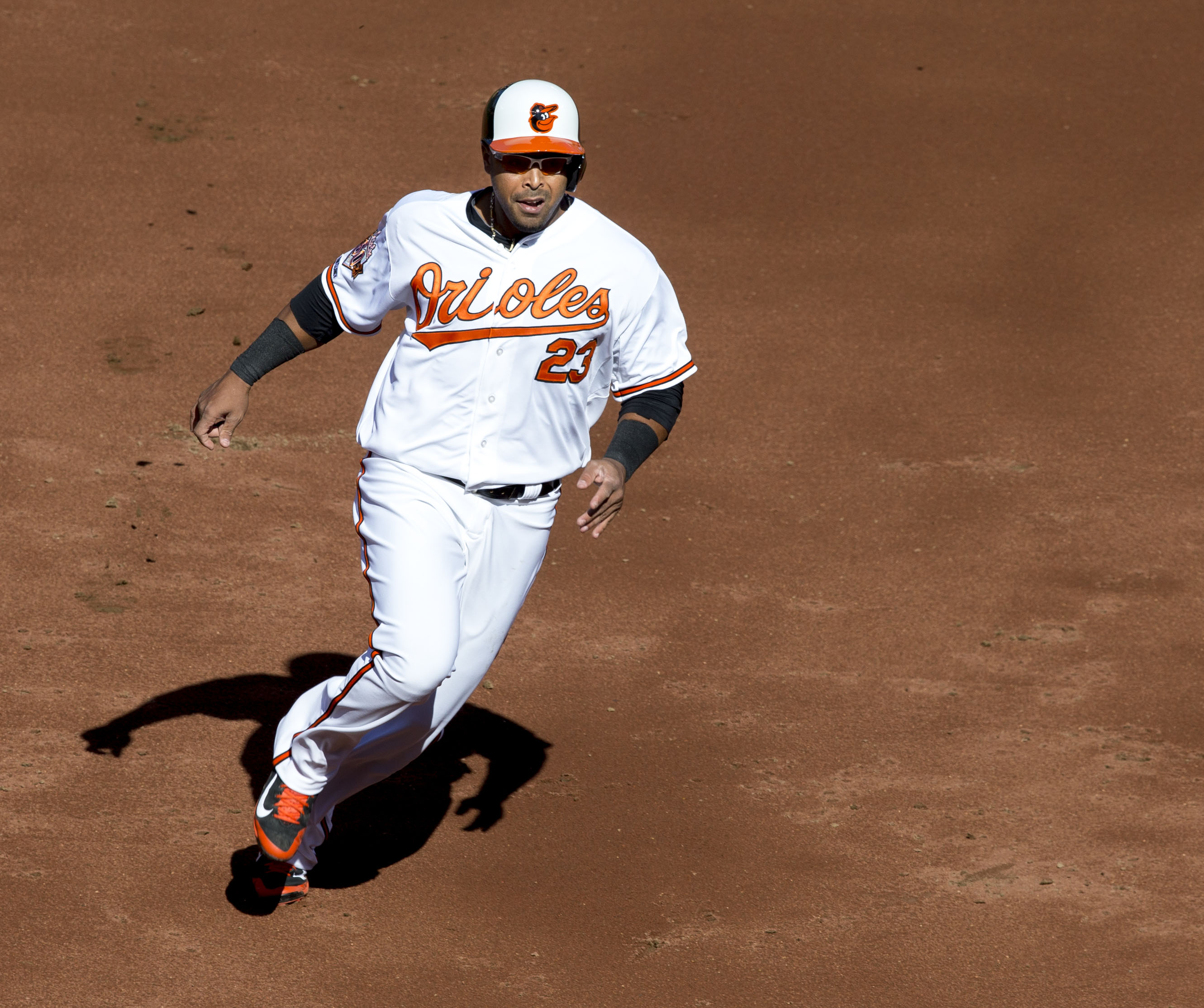
Nelson Cruz aide les Orioles de Baltimore à éliminer les Tigers de Détroit.

Les Séries de divisions de la Ligue américaine de baseball 2014 sont deux séries éliminatoires dans la Ligue américaine de baseball, l'une des deux composantes des Ligues majeures de baseball de baseball. Elles sont jouées du jeudi 2 octobre au dimanche 5 octobre 2014. Les Orioles de Baltimore battent les Tigers de Détroit trois matchs à zéro et les Royals de Kansas City surprennent les Angels de Los Angeles trois matchs à zéro pour accéder à la Série de championnat 2014 de la Ligue américaine.

## Équipes en présence
Les Séries de divisions se jouent au meilleur de cinq parties et mettent aux prises les champions des trois divisions (Est, Centrale et Ouest) de la Ligue américaine, ainsi qu'un des deux clubs qualifiés comme meilleurs deuxièmes.  
Les participants qualifiés comme champions de divisions sont connus à l'issue de la saison 2014 de la Ligue majeure de baseball qui prend fin le 28 septembre, et le quatrième participant est connu après la tenue du match de meilleur deuxième.
Dans chaque série, la première équipe à remporter 3 victoires accède au tour éliminatoire suivant. L'équipe ayant conservé la meilleure fiche victoires-défaites en saison régulière a l'avantage du terrain et reçoit son adversaire lors des deux premiers matchs de la série, ainsi que le 5e s'il s'avère nécessaire. Pour les deux séries, des matchs sont programmés pour les 2, 3, 5, 6 et 8 octobre.

## Royals de Kansas City vs Angels de Los Angeles
Les Angels de Los Angeles sont la meilleure équipe du baseball majeur en saison régulière 2014 avec 98 victoires et 64 défaites. Champions de la section Ouest de la Ligue américaine avec 10 parties d'avance sur les A's d'Oakland, les Angels remportent 20 matchs de plus qu'en 2013, connaissent une première saison gagnante depuis 2012, savourent un premier titre de division depuis 2009 et jouent en éliminatoires pour la première fois depuis 2009.
Les Royals de Kansas City mettent fin en 2014 à ce qui était la plus longue disette du baseball majeur en se qualifiant pour les séries éliminatoires pour la première fois en 29 ans. Gagnant de 89 matchs contre 73 défaites, le club améliore sa fiche avec 3 victoires de plus qu'en 2013 et, avec sa meilleure performance depuis 1989, prend le 2e rang de la division Centrale de la Ligue américaine, un seul match derrière les Tigers de Détroit. Pour accéder à cette Série de divisions, les Royals remportent 9-8 en 12 manches de jeu le match de meilleur deuxième qui les opposait à Oakland.
Angels et Royals ont été opposés 6 fois durant la saison 2014, chaque club remportant 3 matchs, dont deux chacun dans son propre stade. C'est la première fois que ses deux équipes croisent le fer en éliminatoires.

### Calendrier des rencontres
| Match | Date      | Visiteur              | Hôte                  | Score              |
| ----- | --------- | --------------------- | --------------------- | ------------------ |
| 1     | 2 octobre | Royals de Kansas City | Angels de Los Angeles | 3 - 2 (11 manches) |
| 2     | 3 octobre | Royals de Kansas City | Angels de Los Angeles | 4 - 1 (11 manches) |
| 3     | 5 octobre | Angels de Los Angeles | Royals de Kansas City | 3 - 8              |

### Match 1
Mardi 2 octobre 2014 au Angel Stadium, Anaheim, Californie.
| Royals de Kansas City | 0 | 0 | 1 | 0 | 1 | 0 | 0 | 0 | 0 | 0 | 1 | 3 | 4 | 0 |
| Angels de Los Angeles | 0 | 0 | 1 | 0 | 1 | 0 | 0 | 0 | 0 | 0 | 0 | 2 | 4 | 0 |
| Lanceurs partants : KC : Jason Vargas LAA : Jered Weaver Vic. : Danny Duffy (1-0) Déf. : Fernando Salas (0-1) Sauv. : Greg Holland (1) HRs : KC : Mike Moustakas (1) LAA : Chris Iannetta (1), David Freese (1) |   |   |   |   |   |   |   |   |   |   |   |   |   |   |

Après leur succès en 12 manches sur Oakland dans le match de meilleur deuxième, deux jours plus tôt, les Royals remportent une seconde victoire de suite en manches supplémentaires, triomphant des Angels sur un circuit en solo de Mike Moustakas aux dépens du lanceur Fernando Salas, en 11e reprise. Jusqu'au point final, les deux clubs se donnent la réplique coup pour coup : un double productif d'Alcides Escobar pour les Royals en 3e manche est suivi d'un circuit de Chris Iannetta au retour au bâton des Angels, puis le ballon sacrifice d'Omar Infante qui relance Kansas City en avant à la 5e reprise est suivi dès la demi-manche suivante par un nouveau circuit, celui de David Freese, qui crée l'égalité 2-2. 
Les deux équipes ne frappent que 4 coups sûrs chacune dans ce premier duel. Le circuit victorieux de Moustakas en 11e était le premier coup sûr des Royals depuis celui d'Alex Gordon pour commencer la 5e manche. La défensive de Kansas City brille  : Lorenzo Cain vole à Kole Calhoun ce qui aurait pu être un double et, plus tard, avec deux coureurs adverses sur les buts, Nori Aoki met fin à la 6e manche avec un attrapé spectaculaire à la clôture du champ droit aux dépens de Howie Kendrick.

### Match 2
Mercredi 3 octobre 2014 au Angel Stadium, Anaheim, Californie.
| Royals de Kansas City | 0 | 1 | 0 | 0 | 0 | 0 | 0 | 0 | 0 | 0 | 3 | 4 | 8 | 0 |
| Angels de Los Angeles | 0 | 0 | 0 | 0 | 0 | 1 | 0 | 0 | 0 | 0 | 0 | 1 | 7 | 2 |
| Lanceurs partants : KC : Yordano Ventura LAA : Matt Shoemaker Vic. : Brandon Finnegan (1-0) Déf. : Kevin Jepsen (0-1) Sauv. : Greg Holland (2) HRs : KC : Eric Hosmer (1) |   |   |   |   |   |   |   |   |   |   |   |   |   |   |

Après un duel de lanceurs entre les deux recrues, Yordano Ventura des Royals et Matt Shoemaker des Angels, le score est égal 1-1. Avec un coup de circuit en solo, Eric Hosmer lance en début de 11e manche une poussée de 3 points de Kansas City, qui l'emporte 4-1.

### Match 3
Vendredi 5 octobre 2014 au Kauffman Stadium, Kansas City, Missouri.
| Angels de Los Angeles | 1 | 0 | 0 | 1 | 0 | 0 | 0 | 1 | 0 | 3 | 8 | 0 |
| Royals de Kansas City | 3 | 0 | 2 | 2 | 0 | 1 | 0 | 0 | X | 8 | 9 | 0 |
| Lanceurs partants : LAA : C. J. Wilson KC : James Shields Vic. : James Shields (1-0) Déf. : C. J. Wilson (0-1) HRs : LAA : Mike Trout (1), Albert Pujols (1) KC : Eric Hosmer (2), Mike Moustakas (2) |   |   |   |   |   |   |   |   |   |   |   |   |

Mike Trout frappe le premier circuit de sa carrière en éliminatoires pour donner les devants 1-0 aux Angels en première manche, mais la célébration est de courte durée puisque Kansas City place rapidement le match, et la série, hors de portée des visiteurs. En fin de première manche, le partant des Angels C. J. Wilson est remplacé après à peine deux tiers de manche lancée, Mike Scioscia le sortant du match après un double d'Alex Gordon avec les buts remplis qui donne les devants 3-1 aux Royals. Les Angels utilisent 8 lanceurs incluant Wilson dans ce match, perdu 8-3. Derniers du baseball majeur pour les circuits en 2014, les Royals continuent de surprendre avec la longue balle : Eric Hosmer réussit un coup de deux points et Mike Moustakas un coup en solo, dans le cas des deux joueurs leurs deuxièmes circuits de la série. Le joueur de champ centre de Kansas City, Lorenzo Cain, brille encore en défensive avec des attrapés spectaculaires dans cette rencontre, où Kansas City s'assure d'un premier voyage depuis 1985 en Série de championnat.

## Tigers de Détroit vs Orioles de Baltimore
Qualifiés pour les séries éliminatoires pour une seconde fois en trois ans, les Orioles remportent leur premier championnat de division depuis 1997. Leur fiche de 96 victoires et 66 défaites est la 2e meilleure des majeures et ils coiffent aisément leurs adversaires en tête de la section Est de la Ligue américaine, qu'ils dominent avec 12 matchs d'avance sur leurs plus proches poursuivants. Le club de Baltimore remporte 11 matchs de plus qu'en 2013 et connaît sa meilleure saison depuis 1997.
Les Tigers remportent le titre de la division Centrale de la Ligue américane pour la 4e année de suite, un fait inédit dans la longue histoire de la franchise. Gagnants de 90 parties contre 72 défaites, ils remportent 3 matchs de moins que l'année précédente mais, tout comme en 2013, ils terminent premiers par un seul match sur leurs plus proches poursuivants, en l'occurrence Kansas City. 
Les Orioles et les Tigers se sont affrontés à 6 reprises durant la saison régulière 2014, Détroit triomphant à 5 reprises. Ces deux clubs, qui ont joint la Ligue américaine en 1901, s'affrontent pour la première fois dans une série éliminatoire.

### Calendrier des rencontres
| Match | Date      | Visiteur             | Hôte                 | Score  |
| ----- | --------- | -------------------- | -------------------- | ------ |
| 1     | 2 octobre | Tigers de Détroit    | Orioles de Baltimore | 3 - 12 |
| 2     | 3 octobre | Tigers de Détroit    | Orioles de Baltimore | 6 - 7  |
| 3     | 5 octobre | Orioles de Baltimore | Tigers de Détroit    | 2 - 1  |

### Match 1
Mardi 2 octobre 2014 au Oriole Park at Camden Yards, Baltimore, Maryland.
| Tigers de Détroit | 0 | 2 | 0 | 0 | 0 | 0 | 0 | 1 | 0 | 3  | 8  | 2 |
| Orioles de Baltimore | 2 | 1 | 0 | 0 | 0 | 0 | 1 | 8 | X | 12 | 12 | 0 |
| Lanceurs partants : DET : Max Scherzer BAL : Chris Tillman Vic. : Chris Tillman (1-0) Déf. : Max Scherzer (0-1) HRs : DET : Víctor Martínez (1), J. D. Martinez (1), Miguel Cabrera (1) BAL : Nelson Cruz (1), J. J. Hardy (1) |   |   |   |   |   |   |   |   |   |    |    |   |

Les deux clubs s'échangent des coups de circuit jusqu'à ce que les Orioles, en avance par un point, en ajoutent huit en 8e manche pour l'emporter 12-3. Seul frappeur de 40 circuits en saison régulière 2014, Nelson Cruz frappe une claque de deux points contre Max Scherzer en première manche, mais les Tigers répliquent à leur tour au bâton suivant contre Chris Tillman avec des coups en solo par Víctor Martínez et J. D. Martinez. Baltimore prend les devants en fin de 2e sur un coup sûr de Nick Markakis et porte son avance à 4-2 sur un autre circuit, celui de J. J. Hardy en 7e. En début de 8e, le circuit de Miguel Cabrera ramène Détroit à un point de leurs adversaires. Mais en fin de 8e manche, les Orioles marquent 8 points contre Scherzer et trois releveurs. Douze frappeurs passent au bâton dans cette seule manche, les Orioles frappent trois simples (dont un de Nelson Cruz pour son troisième point produit du match), trois doubles (dont deux par Alejandro De Aza), volent un but, soutirent deux buts-sur-balles et tirent avantage de deux erreurs des Tigers.
Les 12 points marqués par les Orioles dans ce match représentent un nouveau record de franchise en éliminatoires. Avec 8 points dans une même manche, Baltimore abat aussi son ancienne marque d'équipe de 7 en 4e manche du premier deul de la Série de championnat 1970 face aux Twins du Minnesota.

### Match 2
Mercredi 3 octobre 2014  au Oriole Park at Camden Yards, Baltimore, Maryland.
| Tigers de Détroit | 0 | 0 | 0 | 5 | 0 | 0 | 0 | 1 | 0 | 6 | 10 | 0 |
| Orioles de Baltimore | 0 | 0 | 2 | 1 | 0 | 0 | 0 | 4 | X | 7 | 9  | 0 |
| Lanceurs partants : DET : Justin Verlander BAL : Wei-Yin Chen Vic. : Brad Brach (1-0) Déf. : Joakim Soria (0-1) Sauv. : Zach Britton (1) HRs : DET : J. D. Martinez (2), Nick Castellanos (1) BAL : Nick Markakis (1) |   |   |   |   |   |   |   |   |   |   |    |   |

Les Orioles reviennent de l'arrière et malmènent la relève des Tigers tout comme la veille. Avec 4 points marqués en fin de 8e manche, Baltimore transforme un déficit de 3-6 en victoire de 7-6. Un double de Delmon Young, frappeur suppléant des Orioles avec les buts remplis, fait compter 3 points pour conclure cette remontée.

### Match 3
Vendredi 5 octobre 2014 au Comerica Park, Détroit, Michigan.
| Orioles de Baltimore | 0 | 0 | 0 | 0 | 0 | 2 | 0 | 0 | 0 | 2 | 5 | 1 |
| Tigers de Détroit | 0 | 0 | 0 | 0 | 0 | 0 | 0 | 0 | 1 | 1 | 4 | 0 |
| Lanceurs partants : BAL : Bud Norris DET : David Price Vic. : Bud Norris (1-0) Déf. : David Price (0-1) Sauv. : Zach Britton (2) HRs : BAL : Nelson Cruz (2) |   |   |   |   |   |   |   |   |   |   |   |   |

À son premier départ en carrière dans les éliminatoires, Bud Norris n'accorde aucun point aux Tigers en 6 manches et un tiers et enregistre 6 retraits sur des prises. Les espoirs des Tigers reposent sur un lanceur étoile acquis à la date limite des transactions en juillet précédent, David Price. Celui-ci lance 8 manches et garde son club dans le match, mais est victime en 6e du circuit de deux points de Nelson Cruz. Des doubles consécutifs de Víctor Martínez et J. D. Martinez en fin de 9e permettent aux Tigers de s'approcher à un point des Orioles, mais avec les buts remplis, le lanceur Zach Britton force Hernán Pérez à frapper dans un double jeu et Détroit est éliminé devant ses partisans. Nelson Cruz termine la série de 3 parties avec 6 coups sûrs en douze et 5 points produits. L'ancien des Rangers du Texas affiche une moyenne au bâton de, 412 et une moyenne de puissance de 1,176 avec 8 circuits et 18 points produits en carrière en seulement 9 matchs éliminatoires face aux Tigers.
Dans cette série, Baltimore bat coup sur coup les gagnants des trophées Cy Young des 3 saisons précédente : Max Scherzer (2013), Justin Verlander (2011) et David Price (2012). Les Orioles de 2014 sont la 4e équipe de l'histoire à remporter 3 victoires contre 3 gagnants du trophée du meilleur lanceur, après les Marlins de 1997, les Padres de 1998 et les Yankees de 1999, chaque fois contre le trio étoile des Braves d'Atlanta composé par Greg Maddux, Tom Glavine et John Smoltz. C'est la première fois que les Orioles balaient une série éliminatoire depuis leurs 3 victoires sur les A's d'Oakland sans encaisser de défaite en Série de championnat 1971 de la Ligue américaine.